# Søgne

Vest-Agder megye elhelyezkedése Norvégiában.

Søgne község elhelyezkedése Vest-Agder megyében.

Søgne község címere.

Søgne község Norvégia déli Sørlandet földrajzi régiójában, Vest-Agder megyében, a Skagerrak mellett, hosszú tengeri partvonallal.
Területe 151 km², népessége 10 050 (2008. január 1-jén).
1838. január 1-jén jött létre, mint község (lásd: formannskapsdistrikt). 1913-ban kivált belőle Greipstad.
Keleti szomszédja Kristiansand község, északon és északkeleten Marnardal és Songdalen, nyugaton Mandal.

## Neve
A régi Søgne birtokról (óészakiulSygna) kapta nevét, ahol a környék első temploma épült. A birtokot a Sygna folyóról nevezték el (ma Søgneelva), a folyó neve pedig a „szívni” jelentésű súga igébőlered.

## Címere
A község címere 1985-ös eredetű. A község két híres ősi kőrakását (norvégül gravrøys) ábrázolja.

## Külső hivatkozások
- Søgne község honlapja (norvégül)
- Søgneguiden, turistainformációk négy nyelven Archiválva 2007. október 9-i dátummal a Wayback Machine-ben
- Budstikka, helyi újság norvégül